# Jah Mali
 (février 2017).
Si vous disposez d'ouvrages ou d'articles de référence ou si vous connaissez des sites web de qualité traitant du thème abordé ici, merci de compléter l'article en donnant les références utiles à sa vérifiabilité et en les liant à la section « Notes et références ».
Ryan Thomas alias Jah Mali est un chanteur de reggae né en 1972 à Clarendon en Jamaïque. 
Il choisit Mali comme surnom (ce qui signifie libre en patois Yardie), ce qui est en réalité son deuxième nom de scène, le premier était Ryan T.
Ses influences principales sont Bob Marley, Garnett Silk et Cocoa Tea. Ce sont les producteurs Donovan Germain et Bobby Digital qui l'ont remarqué.

## Biographie
Jahmali dispose d'une des plus belles voix de la Jamaïque. Ce jeune chanteur, ancré dans la tradition rastafarienne, a laissé une sérieuse empreinte dans le monde du reggae avec la sortie de son premier album « El Shaddai » en 1997. Ce dernier, produit par Donovan Germain pour Penthouse Records, a connu un grand succès auprès des fans et fut encensé par les critiques dans le monde entier.
À mi chemin entre Maxi priest et The Abyssinians, sur des rythmiques « modern roots » et « up tempo », Jahmali nous délecte de sa voix soul et de ses textes tout au long des 14 titres de cet album.
Par ailleurs, les amateurs de reggae ont pu redécouvrir son talent bouillonnant à travers différents hits enregistrés pour King Jammy, Barry O'Hare et Bobby « Digital » Dixon, producteurs de « Treasure Box », son deuxième album.
En tant que jeune artiste, il accompagne  Buju Banton et The Till Shiloh Band lors de leurs tournées internationales, acquérant ainsi une  solide et précieuse expérience de la scène. Parallèlement, il continue d'enregistrer des hit singles pour les plus grands producteurs jamaïcains avant de se retirer du feu des projecteurs afin de consacrer du temps à sa famille.
Avec un style qui lui est propre, Jahmali combine à la perfection  technique vocale, groove et un talent inné pour l'écriture pour  concocter des mélodies douces et savoureuses dans la lignée de Yami Bolo, Garnett Silk ou encore Morgan Heritage.
Son dernier hit « Roadblock », tiré de la compilation « Greensleeves 2007 One Drop Anthems », annonce le début d'un retour triomphant.
Jahmali revient maintenant au-devant de la scène avec une énorme sélection de « classical roots tune » dont le single « I Need A Girl », un one drop envoûtant qui appelle à devenir un classique. Sur ce morceau mixé par le très convoité Shane Brown, on retrouve la frappe chirurgicale et hypnotisante du légendaire batteur Leroy « horsemouth » Wallace ponctuée par les phrasés captivants du non moins légendaire saxophoniste Dean « Canon » Frazer. « One more step », l'album à venir, réserve bien des surprises et promet d'être une force sur laquelle il faudra compter en 2008.

## Discographie
- El Shaddai
- Treasure Box